# Buflomedyl
Buflomedyl (łac. Buflomedilum) – lek rozszerzający obwodowe naczynia krwionośne. Zwiększa przepływ krwi, poprawia ukrwienie tkanek, nie zmieniając ciśnienia tętniczego ani rytmu serca. Biologiczny okres półtrwania wynosi około 2 godziny.

## Wskazania
- miażdżyca kończyn dolnych
- niedokrwienie kończyn
- owrzodzenia pochodzenia tętniczego i żylnego
- choroba Raynauda

## Przeciwwskazania
- nadwrażliwość na lek
- padaczka
- udar mózgu
- niskie ciśnienie krwi
- ciężkie krwawienie tętnicze
- chore serce

## Działania niepożądane
- obniżenie ciśnienia krwi
- bóle i zawroty głowy
- brak apetytu
- nudności
- wymioty
- biegunka
- kłucie i uczucie gorąca w kończynach
- skórne reakcje alergiczne

## Preparaty
- Buflox 150 – tabletki powlekane 0,15 g
- Buflox 300 – tabletki powlekane 0,3 g
- Buflox retard – tabletki o przedłużonym działaniu 0,6 g
- Buvasodil – tabletki powlekane 0,15 g, 0,3 g

## Dawkowanie
Doustnie, według zaleceń lekarza. Zwykle 300–600 mg w dwóch podzielonych dawkach.